# 片岡功
片岡 功（かたおか いさお、1955年3月7日 - ）は、日本の俳優。旧芸名・片岡正太郎（かたおか まさたろう）、松原正之介（まつばら しょうのすけ）。東京都港区赤坂出身。祖父は歌舞伎俳優・13代目・片岡仁左衛門。15代目・片岡仁左衛門は叔父。父は清元節三味線の人間国宝・四世清元梅吉。両親は小学生の時に離婚しており、それぞれ再婚している。　現在、家族は妻と娘。
幼少より芸能の環境に育ち、小学生の頃から歌舞伎の舞台やテレビに出演した。日本舞踊は花柳流の家元に通い、長唄の三味線は今藤政太郎に、清元は父の梅吉に、笛・囃子は福原百之助（寶山左衛門）に師事した。笛の演奏では、数多くの舞台に出演していた。
1975年、松浦竹夫演劇研究所に入所し、1977年には新演劇人グループ テアトロ海に所属した。その後、芸能事務所に移り、映画・テレビを中心に活動している。また、自動車整備士やソムリエ等の資格を取得し、自動車ディーラーやホテル・レストラン等の職歴もある。

## 主な出演作品

### 映画
- 春琴抄（1976年、西河克己監督） - 若旦那
- 恋人岬（1977年、西河克己監督） - 美希子の悪友
- 悲愁物語（1977年、鈴木清順監督） - 編集部員
- 青春グラフィティ スニーカーぶる〜す（1981年、河崎義祐監督） - 工員
- ええじゃないか（1981年、今村昌平監督） - 仙吉
- Beauty うつくしいもの（2007年、後藤俊夫監督） - 青木
- 築城せよ!（2009年、古波津陽監督） - 中村
- 最後の忠臣蔵（2010年、杉田成道監督） - 生瀬一左衛門
- 聖地へ!（2011年、古波津陽監督） - サブ
- 修羅の花道（2012年、壷井詠二監督） - 押塚義八郎
- PLASTIC CRIME（2013年、加藤悦生監督） - 小泉純也
- 小さいおうち（2014年、山田洋次監督） - コンサートの観客
- ウルトラマンギンガS（2015年、坂本浩一監督） - 王様
- メモリードア（2021年、加藤悦生監督）- 和也の父
- おっさんずぶる-す（謎乃中年認定壱拾箇条） （2022年、細野辰興監督）- 総務課長

### テレビ
- こども劇場「人道塾物語」（1964年、NHK）子役で祖父の仁左衛門と共演
- 連続時代劇「半七捕物帳」第24話（1972年、NET） - 丁稚
- 大河ドラマ「勝海舟」（1974年、NHK） - 都築源之助
- 少年ドラマシリーズ「11人いる!」（1977年、NHK） - ヌーム
- 土曜ワイド劇場「新幹線殺人事件」（1977年、テレビ朝日）
- ライオンアワー「白い荒野」第23話（1978年、TBS）
- 江戸プロフェッショナル 必殺商売人 第21話「暴走を操る悪の大暴走」（1978年、ABC / 松竹） - さぶ
- 連続ドラマ「爆走!ドーベルマン刑事」第14話「決死の追跡・48時間」（1980年、テレビ朝日） - あきお
- 大河ドラマ「獅子の時代」（1980年、NHK） - 刑事
- 連続ドラマ「探偵同盟」第2話（1981年、フジテレビ） - 応援団長
- 連続ドラマ「天国の恋」第27話（2014年、東海テレビ） - 会長
- 月曜ゴールデン「北海道警察」4　（2015年、TBS） - 大曾根組長

### 舞台
- 寿歌舞伎公演「心中天網島」（1964年1月、日生劇場）
- 青年歌舞伎祭・若松会「女殺油地獄」（1969年8月、国立劇場）
- 青年歌舞伎月公演「女殺油地獄」「勧進帳」（1970年3月、国立劇場）
- 錦秋特別公演「鞍馬天狗」（1972年11月、明治座）
- テアトロ〈海〉旗揚げ公演 「いのちある日に」（1977年7月、農協ホール）
- 音楽劇「若きハイデルベルヒ」（1977年8月、日生劇場）
- テアトロ〈海〉アトリエ公演「日本への白い道」（1977年9月、アトリエ）
- 藤沢周平生誕80周年「蝉しぐれ」（2007年9月、大阪松竹座）
- 錦秋特別公演「売れっ子芸者奮闘記」（2009年9月、京都南座）

### オリジナル　ビデオ
- 裏盃の軍団1.2.3（2010年、辻裕之監督） - 矢頭政志
- 中京統一戦線（2012年、片岡修二監督） - 佐田徳雄
- 傷だらけの侠達（2012年、辻裕之監督） - 倉田社長
- 西成の顔（つら）（2012年、片岡修二監督） - 鎌倉俊夫
- 極道の紋章 第十六章（2012年、片岡修二監督） - 安田一志
- 修羅の宿命（2012年、辻裕之監督） - 阪口信光
- 暴力列島1.2（2013年、渋谷正一監督） - 川端辰雄
- 最後の極道（2014年、渋谷正一監督） - 笠原敬一郎
- 代紋の墓場5-8（2016年、5.6 山本芳久監督 / 7.8 辻裕之監督） - 城西会会長 池澤幸三郎
- 裏門釈放1,2（2017年、辻裕之監督）
- 極道の門 (2017年、旭正嗣監督）
- 極道の門（2020年、金澤克次監督）

### CM
- 野村証券「野村でNISA」
- 日清カップヌードル「本音と建前」篇